# 2010 في أستراليا
فيما يلي قوائم الأحداث التي وقعت خلال عام 2010 في أستراليا.

## سياسة

### تعيين في المنصب
- 24 يونيو – جوليا غيلارد رئيس الوزراء الأسترالي.
- 21 أغسطس – جون ألكسندر عضو مجلس النواب الأسترالي.
- 21 أغسطس – ستيفن جونز عضو مجلس النواب الأسترالي.
- 14 سبتمبر – كيفن رود وزير الخارجية [الإنجليزية]‏.

### انتهاء فترة المنصب
- 24 يونيو – جوليا غيلارد نائب رئيس وزراء أستراليا [الإنجليزية]‏،Minister for Social Inclusion [الإنجليزية]‏، وزير التوظيف وعلاقات العمل [الإنجليزية]‏، وزير التعليم [الإنجليزية]‏.
- 24 يونيو – كيفن رود رئيس الوزراء الأسترالي.

## رياضة
- 1 يناير – أستراليا المفتوحة 2010
- 1 يناير – بطولة العالم لسباق الدراجات على الطريق 2010
- 1 يناير – جائزة أستراليا الكبرى 2010 الفائز جنسن باتون.

## أفلام
من الأفلام التي صدرت هذه السنة في أستراليا:
- 1 يناير – الجنس والمدينة 2 من إخراج مايكل كينغ.
- 1 يناير – الحياة كما نعرفها من إخراج جريج بيرلانتي.
- 1 يناير – غدا من إخراج ستيوارت بيتي [الإنجليزية]‏.
- 1 يناير – مملكة الحيوان من إخراج ديفيد ميشود.
- 11 سبتمبر – مقتحمو النهار من إخراج The Spierig Brothers [الإنجليزية]‏.
- 24 ديسمبر – شرلوك هولمز من إخراج غاي ريتشي.

## برامج ومسلسلات وأنمي
- مدمرو الخرافات

## وفيات

### يوليو
- 19 يوليو – ديفيد وارن (مواليد 1925)[1]

### نوفمبر
- 22 نوفمبر – فرانك فنر (مواليد 1914)[2]